# Serai

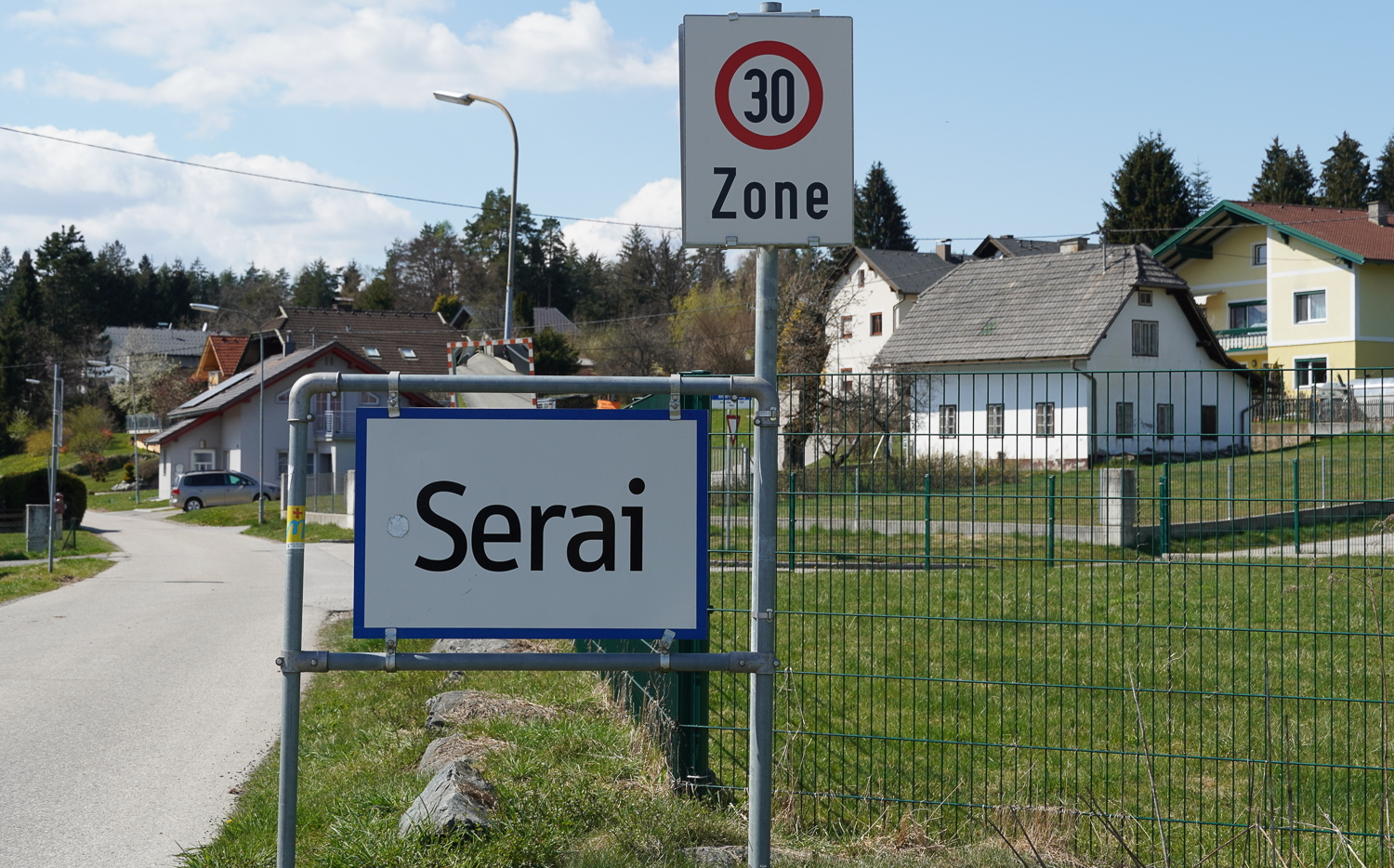

Serai (slow.: Seraje) ist ein Dorf und eine Ortschaft in der Stadtgemeinde Villach mit 142 Einwohnern (Stand 1. Jänner 2024) im Bezirk Villach (Stadt) in Kärnten, Österreich.

## Geographische Lage
Serai liegt bei Drobollach in Kärnten und ist geprägt von ländlichem Charakter mit Blick in die Karawanken und den Mittagskogel (2145 m ü. A.). Der Marienpilgerweg Kärnten mit Ausgangspunkt in Maria Rojach im Lavanttal, quert Serai und verläuft bis nach Maria Luggau, im Lesachtal.

## Verkehr

### Öffentlicher Verkehr
Die Linie 5194 fährt die Haltestelle Serai an.